# 邛崍龍興寺遺址
邛崍龍興寺遺址位於四川省成都市邛崍市，文物遺址年代判定為唐代、宋代。2007年6月1日公佈為四川省第七批文物保護單位。